# Jbel Amalou n’Mansour
Der Jbel Amalou n’Mansour (auch Jbel Amalou n’Ou Mansour) ist mit seinen 2712 m der höchste Gipfel des Jbel-Sarhro-Bergmassivs im Süden Marokkos. Der Berg ist möglicherweise vulkanischen Ursprungs.

## Lage
Der Jbel Amalou n’Mansour befindet sich etwa 60 km Luftlinie südwestlich der Stadt Tinghir bzw. etwa 120 km nordöstlich von Zagora. Das nächstgelegene und über eine teilweise asphaltierte Straße erreichbare Dorf ist Ikniouen.

## Besteigung
Der Berg kann von Ikniouen aus innerhalb einer Tagestour oder im Rahmen mehrtägiger Bergwanderungen – ausgehend von N’Kob im Süden oder vom Dorf  Tagdilt im Norden – bestiegen werden.